# 約束の場所へ
「約束の場所へ」（やくそくのばしょへ）は、米倉千尋の21stシングルである。
初回盤は「巻き帯ステッカー（カレイドスター）」仕様になっている。CDジャケット入れ子状のモデルは片岡涼乃。

## 収録曲
1. 約束の場所へ
  - 作詞・作曲：米倉千尋 / 編曲：高山和芽・aqua.t
  - テレビ東京系テレビアニメ『カレイドスター』セカンドオープニング主題歌。
  - 8thアルバム『azure』と、ベスト・アルバム『BEST OF CHIHIROX』にも、収録されている。
2. プレゼント
  - 作詞・作曲：米倉千尋 / 編曲：高山和芽・aqua.t
  - 8thアルバム『azure』にも、収録されている。
3. DREAMS
  - 作詞・作曲：Stevie Nicks / 編曲：高山和芽・aqua.t
  - スティーヴィー・ニックスのカバー曲。
4. 約束の場所へ (instrumental)